# الکساندرا داداریو
الکساندرا آنا داداریو (به انگلیسی: Alexandra Anna Daddario) (زادهٔ ۱۶ مارس ۱۹۸۶) بازیگر و مدل اهل ایالات متحده آمریکا است، وی را بخاطر بازی در فیلم‌هایی چون توقفگاه، پرسی جکسون و المپ‌نشینان: دزد صاعقه، پرسی جکسون و المپ‌نشینان: دریای هیولاها، گذرگاه، سوگ، سن آندریاس، ماهی مرکب و نهنگ، انتخاب، همه فرزندان من و مجموعه‌هایی چون کارآگاه حقیقی، فیلادلفیا همیشه آفتابی است، گارد ساحلی، یقه سفید و ما همیشه در قلعه زندگی می‌کردیم وسوپرمن: مردفردا می‌شناسند.

## اوایل زندگی
الکساندرا آنا داداریو در ۱۹ مارس ۱۹۸۶ و در شهر نیویورک سیتی به دنیا آمد. او بزرگترین فرزند کریستینا که یک وکیل است و و ریچارد داداریو که دادستان و مدیر سابق دپارتمان مبارزه با تروریسم پلیس نیویورک در دوران شهرداری مایکل بلومبرگ بوده‌است. او دارای اصالت ایتالیایی، ایرلندی، انگلیسی و چکسلواکی است. برادر او متیو داداریو نیز یک بازیگر است و یک خواهر کوچکتر به نام کاترین دارد. الکساندرا در سن ۱۶ سالگی فعالیت خود را آغاز نمود.

## افتخارات
- او در سال ۲۰۱۶ رتبه ۱ را از بین ۱۰۰ زن زیبای جهان دریافت کرد.
- الکساندرا داداریو به عنوان یکی از زیباترین زنان جهان در لیست جهانی BWC ثبت شده‌است.

## زندگی شخصی
الکساندرا داداریو با بسیاری از همبازی های خود قرار ملاقات داشته است. گفته می شد که او با همبازی خود در «پرسی جکسون»، لوگان لرمن در رابطه بود و آنها در سال ۲۰۱۵ از هم جدا شدند.
شایعه شده بود که او با همبازی خود در «گارد ساحلی» زک افران رابطه دارد. با این حال داداریو این شایعات را تکذیب کرد و گفت که او فقط دوست افرون است.
از سال ۲۰۲۰، او رابطه عاشقانه ای با اندرو فرم داشت. آنها نامزدی خود را در ۲ دسامبر ۲۰۲۱ اعلام کردند. در ژوئن ۲۰۲۲، این زوج ازدواج کردند.

## فیلم‌شناسی

### فیلم
| سال  | عنوان                                | نقش            | یادداشت‌ها               |
| ---- | ------------------------------------ | -------------- | ----------------------- |
| ۲۰۰۵ | ماهی مرکب و نهنگ                     | دختر زیبا      |                         |
| ۲۰۰۶ | گرم‌ترین ایالت                        | کیم            |                         |
| ۲۰۰۷ | زیرشیروانی                           | آوا اشتراوس    |                         |
| ۲۰۰۷ | نگهداران کودک                        | باربارا یتس    |                         |
| ۲۰۰۹ | برادران جوناس: تجربه یک کنسرت سه‌بعدی | دوست‌دختر       |                         |
| ۲۰۱۰ | دزد آذرخش                            | آنابث چیس      |                         |
| ۲۰۱۰ | سوگ                                  | آلیسون میلر    |                         |
| ۲۰۱۱ | مجوز موقت                            | پیج            |                         |
| ۲۰۱۳ | دریای هیولاها                        | آنابث چیس      |                         |
| ۲۰۱۳ | اره‌برقی تگزاس سه‌بعدی                 | هدر میلر       |                         |
| ۲۰۱۴ | دفن کردن دوست‌دختر سابق               | اولیویا        |                         |
| ۲۰۱۵ | سن آندریاس                           | بلیک گینز      |                         |
| ۲۰۱۶ | پخته‌شده در بروکلین                   | کیت وینستون    |                         |
| ۲۰۱۶ | انتخاب                               | مونیکا         |                         |
| ۲۰۱۷ | گارد ساحلی                           | سامر کوئین     |                         |
| ۲۰۱۷ | خانه                                 | کورسیکا        | صحنه‌های حذف شده         |
| ۲۰۱۷ | توقفگاه                              | کیت جفریس      |                         |
| ۲۰۱۸ | شکارچی شب                            | ریچل چیس       |                         |
| ۲۰۱۸ | رمپیج                                | غواص           | صحنه‌های حذف شده         |
| ۲۰۱۸ | ما همیشه در قلعه زندگی می‌کردیم       | کنستانس بلک‌وود |                         |
| ۲۰۱۸ | وقتی برای اولین بار ملاقات کردیم     | آوری مارتین    |                         |
| ۲۰۱۹ | می‌توانی یک راز را نگه داری؟          | اما کوریگان    | همچنین تهیه‌کننده اجرایی |
| ۲۰۱۹ | مخابره گمشده                         | دانا لی        |                         |
| ۲۰۱۹ | ما تاریکی را احضار می‌کنیم            | الکسیس باتلر   | همچنین تهیه‌کننده        |
| ۲۰۲۰ | دختران گمشده و هتل‌های عشق            | مارگارت        | فیلمبرداری در سال ۲۰۱۷  |
| ۲۰۲۰ | 1 شب در سن دیگو                      | کلسی           | [ ۹ ]                   |
| ۲۰۲۰ | آواز پرنده                           | می             | فیلم ویدئویی            |
| ۲۰۲۰ | سوپرمن: مرد فردا                     | لوئیس لین      | صداپیشه؛ فیلم ویدئویی   |
| ۲۰۲۱ | مردن در تیراندازی                    | مری راتکارت    |                         |
| ۲۰۲۲ | وایلدفلاور                           | جوی            | پس‌تولید                 |

### تلویزیون
| سال       | عنوان                       | نقش                    | یادداشت ها                              |
| --------- | --------------------------- | ---------------------- | --------------------------------------- |
| ۲۰۰۲–۲۰۰۳ | تمام فرزندانم               | لوری لوئیس             | نقش تکرارشونده؛ ۴۳ قسمت                 |
| ۲۰۰۴      | نظم و قانون                 | فلیسیا                 | قسمت: «Enemy»                           |
| ۲۰۰۵      | نظم و قانون: قصد جنایی      | سوزی آرمسترانگ         | قسمت: «In the Wee Small Hours (Part 1)» |
| ۲۰۰۶      | محکومیت                     | ونسا                   | قسمت: «پایلوت»                          |
| ۲۰۰۶      | نظم و قانون                 | سامانتا برسفورد        | قسمت: «Release»                         |
| ۲۰۰۶      | سوپرانوز                    | زنی دیگر               | قسمت: «Johnny Cakes»                    |
| ۲۰۰۹      | خسارت                       | لیلی آرسنالت           | قسمت: «I Lied, Too»                     |
| ۲۰۰۹      | نظم و قانون: قصد جنایی      | لیزا ولزلی             | قسمت: «Salome in Manhattan»             |
| ۲۰۰۹      | زندگی روی مریخ              | امیلی «راکت گرل» وایات | قسمت: «Let All the Children Boogie»     |
| ۲۰۰۹      | پرستار جکی                  | زن جوان                | قسمت: «Pilot»                           |
| ۲۰۰۹–۲۰۱۱ | یقه سفید                    | کیت مورو               | نقش تکرارشونده (فصل ۱–۲)                |
| ۲۰۱۱–۲۰۱۲ | پدر و مادر شدن              | راشل                   | نقش تکرارشونده (فصل ۳)                  |
| ۲۰۱۲      | فیلادلفیا همیشه آفتابی است  | روبی تافت              | قسمت: «Charlie and Dee Find Love»       |
| ۲۰۱۴      | متاهل                       | اِلا پیشخدمت            | قسمت: «Pilot»                           |
| ۲۰۱۴      | دختر جدید                   | میشل                   | ۲ قسمت                                  |
| ۲۰۱۴      | کارآگاه حقیقی               | لیزا تراگنتی           | ۴ قسمت                                  |
| ۲۰۱۵      | داستان ترسناک آمریکایی: هتل | ناتاشا رامبووا         | ۳ قسمت                                  |
| ۲۰۱۵      | آخرین مرد روی زمین          | ویکتوریا               | قسمت: «Alive in Tucson»                 |
| ۲۰۱۶      | مرغ ربات                    | ترزا جانسون / لنا      | صداپیشه؛ قسمت: «Joel Hurwitz Returns»   |
| ۲۰۱۶      | معتادان به کار              | دونا                   | قسمت: «Save the Cat»                    |
| ۲۰۱۹      | چرا زنان می‌کشند             | جید / ایرنه تاباچنیک   | نقش اصلی (فصل ۱)                        |
| ۲۰۲۱      | تجربه دوست‌دختر              | تاونی                  | نقش تکرارشونده (فصل ۳)                  |
| ۲۰۲۱      | نیلوفر سفید                 | راشل پاتون             | نقش اصلی (فصل 1)                        |
| ۲۰۲۳      | جادوگران مایفر              | روآن میفر              | نقش اصلی                                |

### وب
| سال       | عنوان                           | نقش         | یادداشت‌ها                                                                   |
| --------- | ------------------------------- | ----------- | --------------------------------------------------------------------------- |
| ۲۰۰۹–۲۰۱۰ | Odd Jobs                        | کیسی استتنر | ۳ قسمت                                                                      |
| ۲۰۱۷      | Do You Want to See a Dead Body? | خودش        | قسمت: «A Body and a Plane»                                                  |
| ۲۰۱۷      | Logan Paul: Summer Saga         | خودش        | ۲ قسمت                                                                      |
| ۲۰۱۸      | After Hours with Josh Horowitz  | خودش        | قسمت: «Ever Wanted to Date Alexandra Daddario? This Might Change Your Mind» |

### موزیک ویدئو
| سال  | عنوان                    | هنرمند       | نقش           | منابع  |
| ---- | ------------------------ | ------------ | ------------- | ------ |
| ۲۰۰۹ | »Love Is on Its Way»     | جوناس برادرز | دوست‌دختر      | [ ۱۲ ] |
| ۲۰۱۲ | »رادیواکتیو»             | ایمجین درگنز | دریفتر        |        |
| ۲۰۱۷ | »Judy French»            | وایت ریپر    | —             | [ ۱۳ ] |
| ۲۰۱۸ | »صبر کن»                 | مارون ۵      | دوست‌دختر سابق | [ ۱۴ ] |
| ۲۰۱۹ | »Whenever You're Around» | بوت‌استرپز    | زن جوان       | [ ۱۵ ] |

### بازی‌های ویدئویی
| سال  | عنوان                     | نقش       | یادداشت‌ها      | منبع   |
| ---- | ------------------------- | --------- | -------------- | ------ |
| ۲۰۱۵ | بتلفیلد هاردلاین          | دون آلپرت | ضبط صدا و حرکت |        |
| ۲۰۱۶ | آکادمی انتقام جویان مارول | واسپ      | صدا            | [ ۱۶ ] |